# ヤン・サンデルス・ファン・ヘメッセン
ヤン・サンデルス・ファン・ヘメッセン（Jan Sanders van Hemessen、1504年ごろ - 1567年）はフランドルの画家である。1519年から1555年までアントウェルペンで活動し、ピーテル・ブリューゲル(c.1525- 1569)の前の世代のアントウェルペンの重要な画家の一人である。

## 略歴
現在のベルギーのアントウェルペン州のヘーミクセム(Hemiksem)で生まれた。アントウェルペンの画家、ヘンドリック・ファン・クレーヴ(Hendrick van Cleve I:活動期間　1489-1519)の弟子になった。1524年にアントウェルペンの画家組合に加入が認められた。1548年には組合長になった。その絵のスタイルからイタリアで学んだのではないかと推測されているが、その記録は知られていない。
ファン・ヘメッセンの署名のある作品は1525年にまでさかのぼることができる。裕福な布商人の娘と結婚し、1528年には画家になる次女のカタリナ・ファン・ヘメッセン(Catharina van Hemessen)が生まれた。1935年ころにはファン・ヘメッセンの工房は繁栄していた。1655年までアントウェルペンにいた記録があり、その後ハールレムに移りそこで没した。
風俗画や宗教を題材に描いた。

## 作品

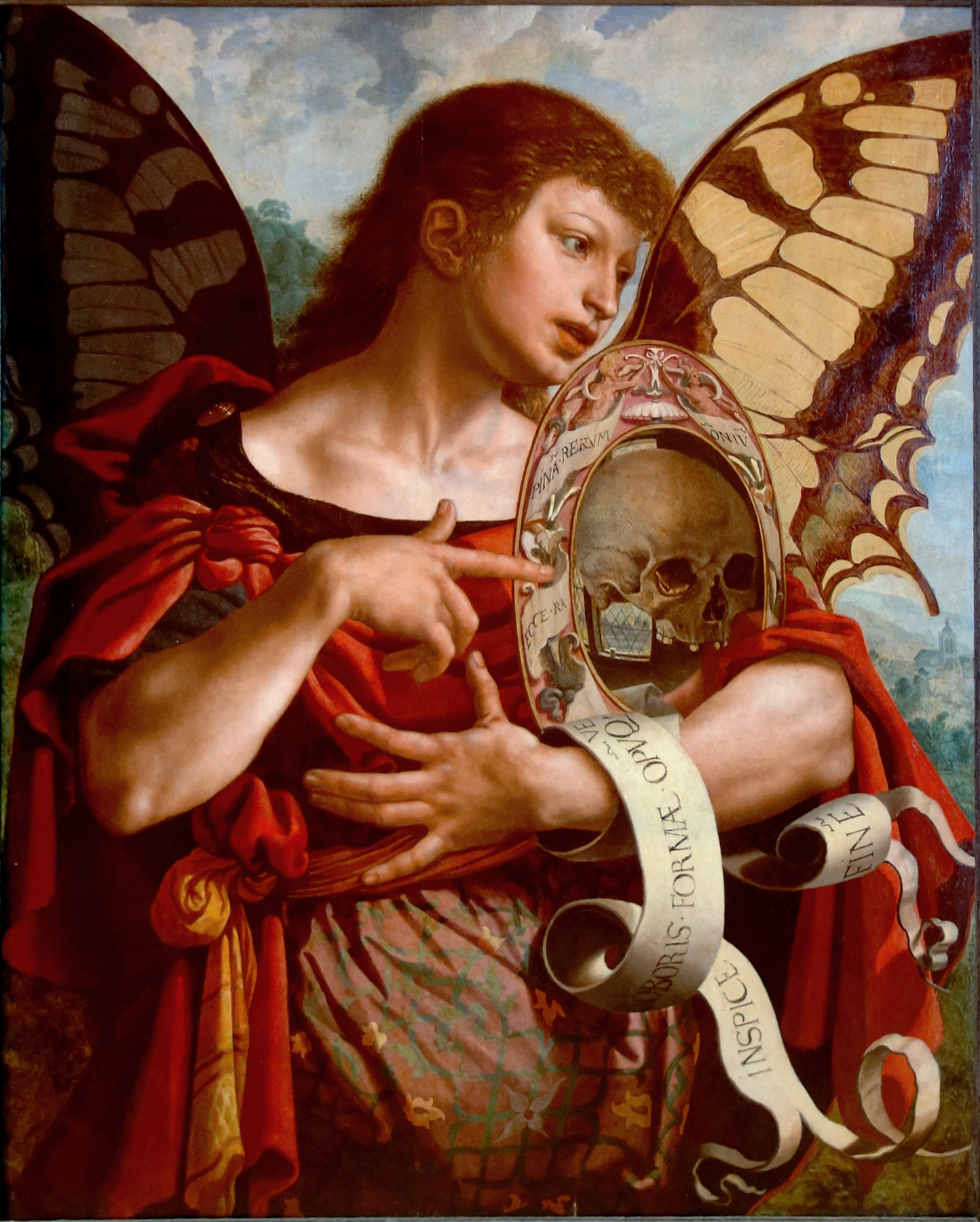
ヴァニタス
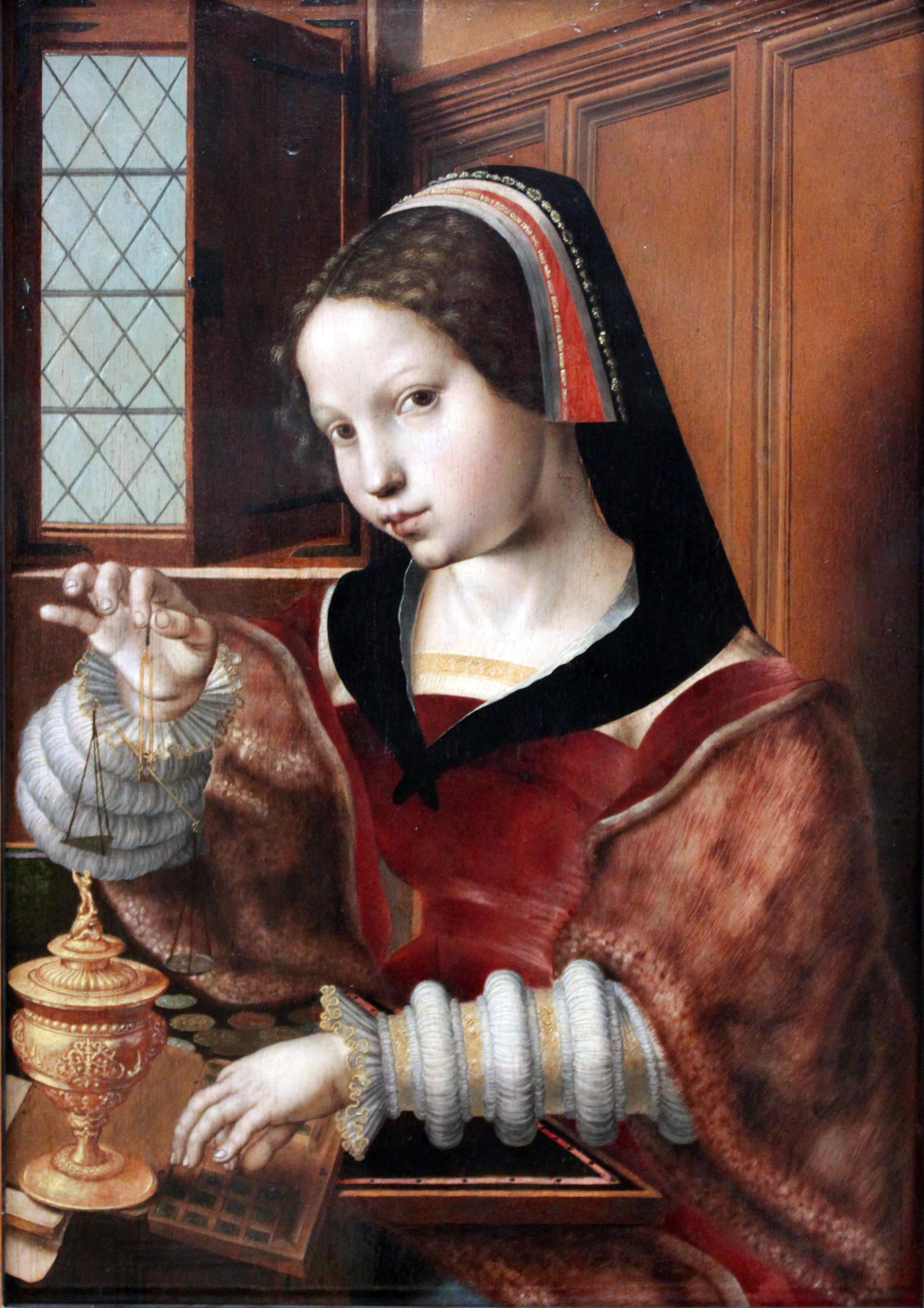
金の重さを量る女性
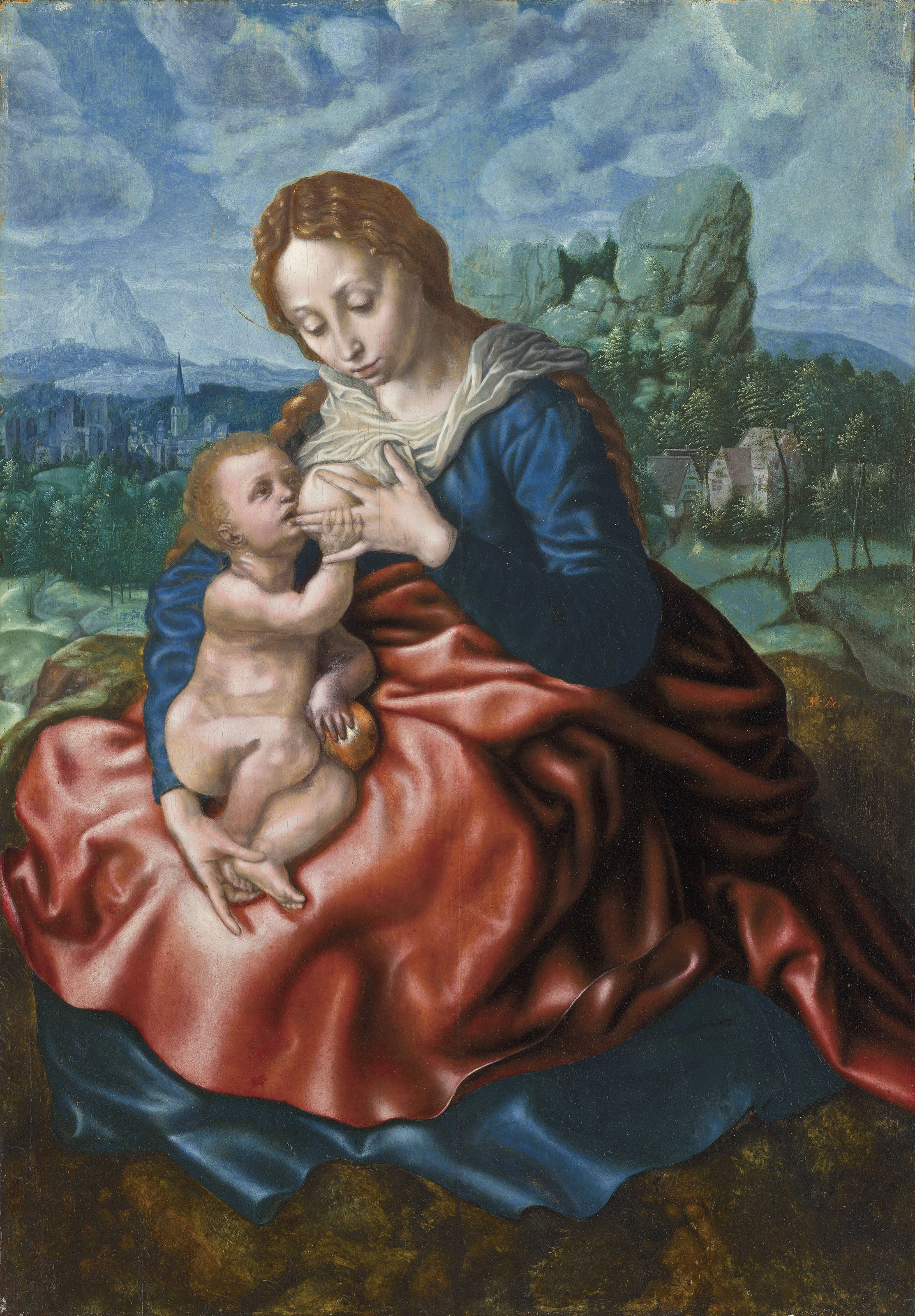
『謙遜の聖母』
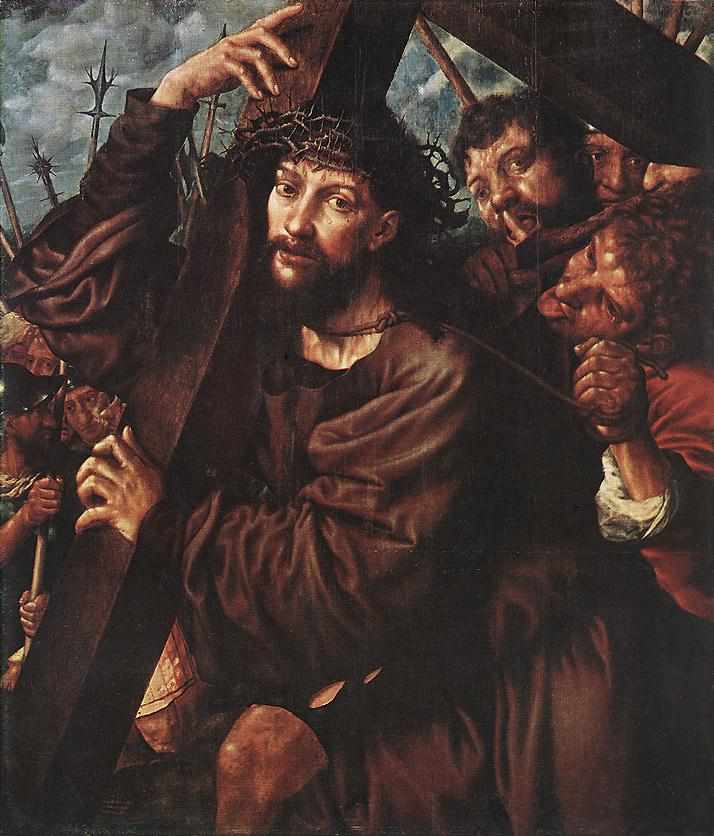
十字架を担うキリスト

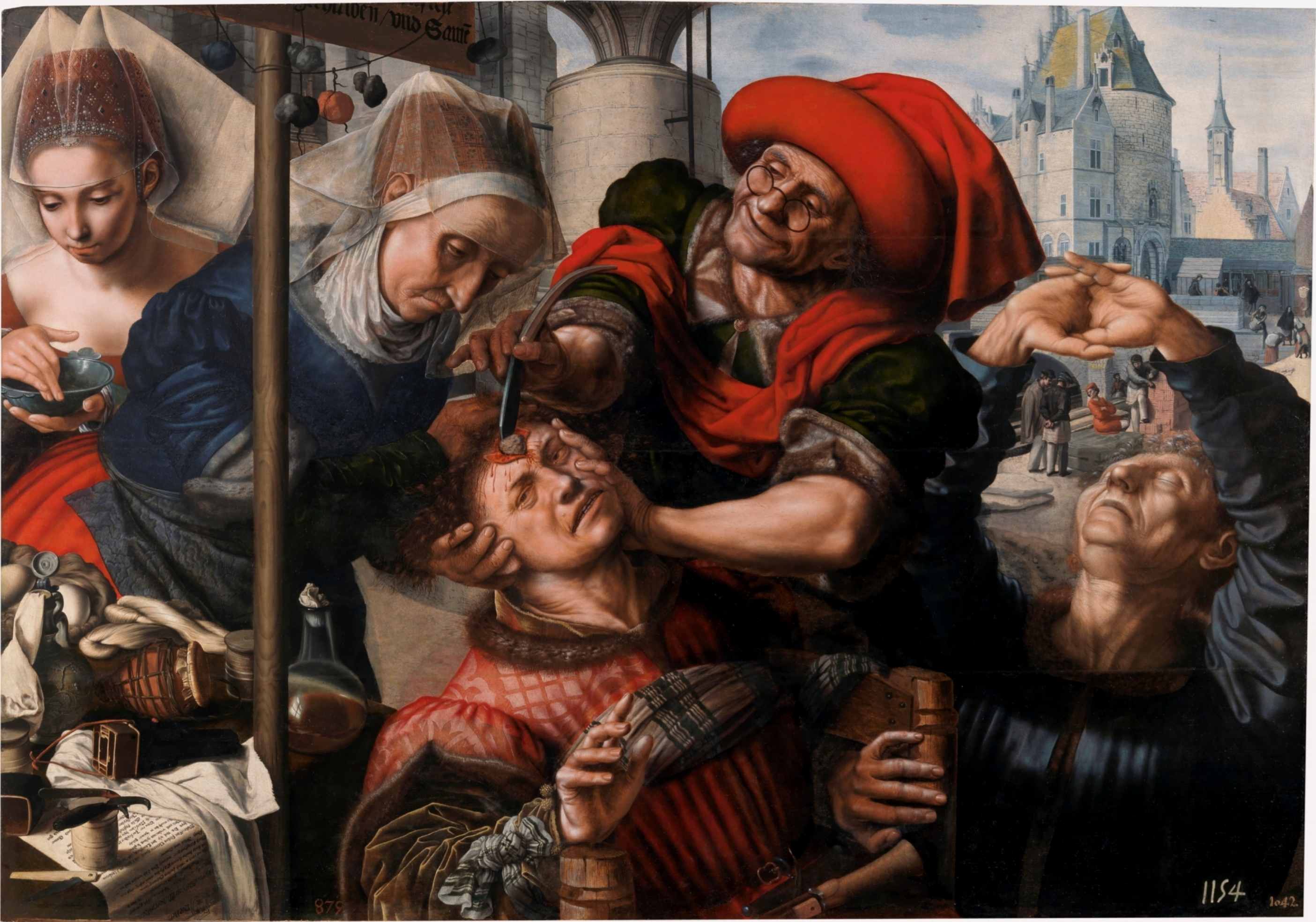
外科医
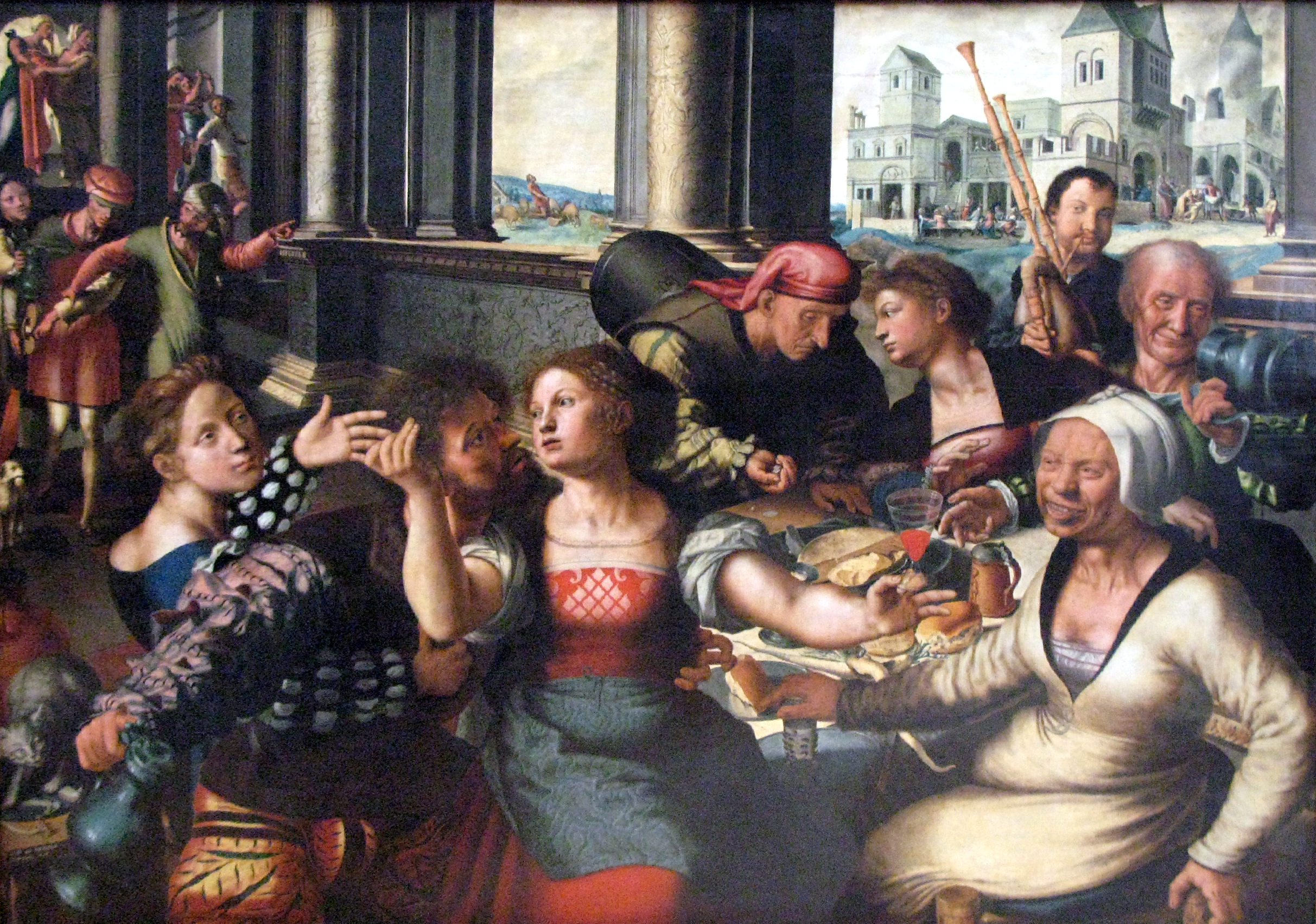
放蕩息子のたとえ話
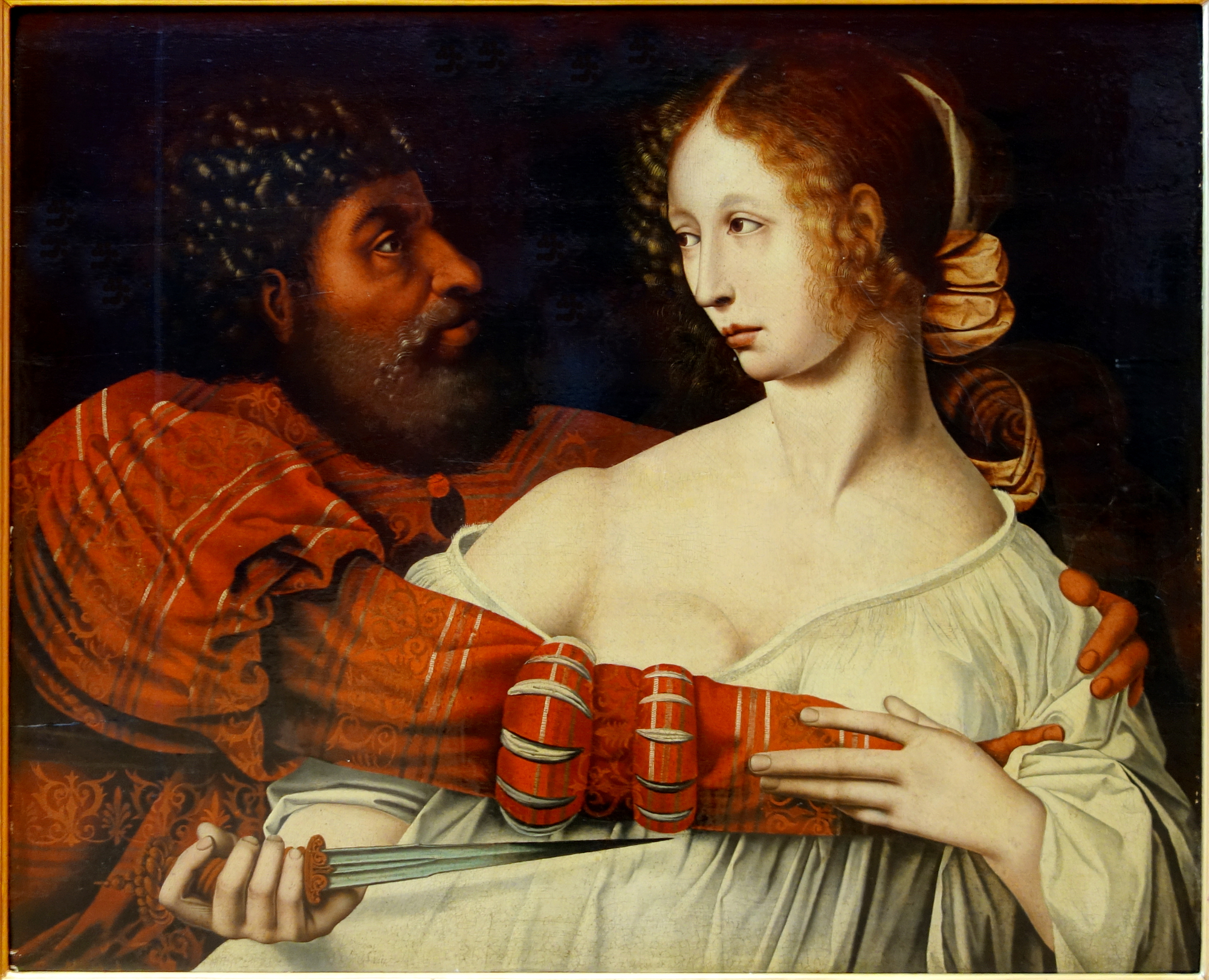
タルクイニウスとルクレティア